# Reinhard Stolz
Reinhard Stolz (Prien am Chiemsee, 22 de enero de 1976) es un piloto de motociclismo alemán que disputó el Campeonato Mundial de Motociclismo en 1999 y 2000.

## Biografía
Su primera participación en competiciones motocilísticas internacionales fue en 1996, en el que participó en el Campeonato Europeo en la cilindrada de 125cc con una Honda, clasificándose en la posición 26.º. Parmanece en este esta categoría durante dos años más, pasando del 42.º posto de 1997 al 3.º de 1998. Ese mismo año gana el Campeonato Alemán de 125cc.
Estos grandes resultados le permiten debutar en el Mundial en el Gran Premio de Alemania con una wild car, siempre en la misma cilindrada y con la misma moto.
En 1999, tienen la posibilidad de participar de forma continua en el Mundial y acaba la temporada en la posición 26. Al siguiente año, finaliza su último año en la posición 21.

## Resultados

### Campeonato del Mundo de Motociclismo

#### Carreras por año
(Carreras en negrita indica pole position, carreras en cursiva indica vuelta rápida)
| Año  | Clase | Moto  | 1      | 2      | 3      | 4       | 5       | 6      | 7       | 8      | 9       | 10     | 11     | 12      | 13     | 14     | 15     | 16      | Pts. | Pos. |
| ---- | ----- | ----- | ------ | ------ | ------ | ------- | ------- | ------ | ------- | ------ | ------- | ------ | ------ | ------- | ------ | ------ | ------ | ------- | ---- | ---- |
| 1998 | 125cc | Honda | JPN -  | MAL -  | SPA -  | ITA -   | FRA -   | MAD -  | NED -   | GBR -  | GER 18  | CZE -  | IMO -  | CAT -   | AUS -  | ARG -  |        |         | 0    | -    |
| 1999 | 125cc | Honda | MAL 19 | JPN 17 | SPA 18 | FRA Ret | ITA Ret | CAT 16 | NED Ret | GBR 14 | GER 18  | CZE 14 | IMO 14 | VAL 13  | AUS 20 | RSA 17 | BRA 19 | ARG Ret | 9    | 26.º |
| 2000 | 125cc | Honda | RSA 17 | MAL 15 | JPN 16 | SPA 19  | FRA 13  | ITA 19 | CAT 5   | NED 12 | GBR DNQ | GER 15 | CZE 15 | POR Ret | VAL 23 | BRA 18 | PAC 21 | AUS 16  | 21   | 21.º |